# Гінкго дволопатеве (Кам'янець-Подільський)
Гі́нкго дволопа́теве — ботанічна пам'ятка природи місцевого значення в Україні. Розташована в межах міста Кам'янець-Подільський, вул. Шевченка, 55а. 
Площа 0,01 га. Статус надано згідно з розпорядженням облвиконкому від 22.10.1969 року № 358-р. Перебуває у віданні: КП «Кам'янецький парк». 
Статус надано з метою збереження одного дерева ґінко дволопатеве — реліктового виду, занесеного до Червоної книги України. 